# تشغيل متوازي
التشغيل المتوازي (بالإنجليزية: Parallel running) هو إحدى الطرق المستخدمة للتغيير من نظامٍ قائمٍ إلى نظامٍ جديد.

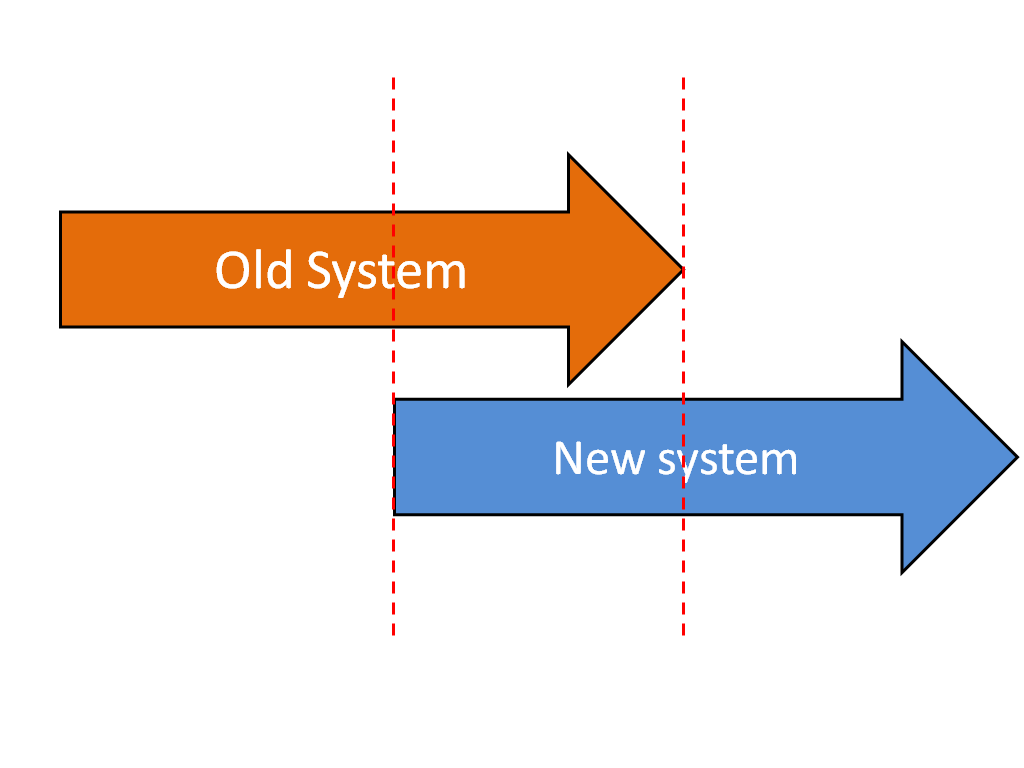

وخلال التغيير، يعمل النظام الجديد والنظام القائم جنبًا إلى جنب. ولإدخال نفس البيانات وإجراء عمليات المعالجة نفسها، تتم مقارنة مخرجاتـها وإثبات وثوقية النظام الجديد. وفي حالة قبول النظام الجديد، يتوقف النظام القائم عن العمل، ويحل الجديد محله.
يكمن المثال العملي للتشغيل المتوازي في إدارة الموارد البشرية في تسكين الوظائف. وفيه يعمل الموظفون الجدد وموظفو العمل القدامى في نفس الوظيفة. وإذا كان أداء الموظفين الجدد جيدًا، تنتفي الحاجة إلى الموظفين القدامى، ويتم استبدالهم. وهذا يختلف عن التحول المباشر والتنفيذ على مراحل؛ حيث يتطلب التشغيل المتوازي عمل نظامين معًا في وقتٍ واحد.
وبخلاف هذا، يكون هناك تحول مباشر وتنفيذ على مراحل.